# تکیه (مکان مذهبی)

تابلوی تکیه دولت اثر کمال‌الملک

تکیه نوعی مکان مذهبی است که در اکثر شهرهای ایران وجود دارد. مراسم تعزیه‌خوانی از مراسم مشهوری است که عموماً در ایران در تکیه‌ها برگزار می‌شود.
غریب‌پور راجع به تکیه می‌نویسد:
تکیه، تماشاخانه‌ای است مذهبی خودی و ملی و منطبق بر تمامی نیازهای یک اجرا و گوناگونی و تنوع ساختمان تکیه‌ها گواه این حقیقت است که معمار و نمایشگر با درک صحیح از اتفاقی که در حوزه وسیع‌تری به نام اجتماع و دین در آن شریکند و با درک متقابل از یکدیگر زمینه پدید آمدن صحنه و تماشاخانه مقدسی را به وجود آورده‌اند که نه نمایشگر نه تماشاگر و نه عوامل هر دوی آنها در این مکان خودی احساس بیگانگی نمی‌کنند. پیش‌بینی نیازهای اجرا از سوی معمار این امکان را فراهم آورده است که محل اجرای اصلی محل جنگ و تاخت و تاز سوارکاران، ورود و خروج بازیگران پیاده و بازیگران سواره کاملاً مشخص باشد. تماشاگران نیز جایگاه ویژه دارند، حتی امتیازات طبقاتی آنان نیز در نظر گرفته شد. حتی در تکیه‌هایی نظیر برخی از تکیه‌های دامغان معمار این امکان را فراهم آورده است که زعفر جنی به اعتبار ماهيتش ناگهان از مرکز صحنه - سکو) بیرون آمده و از همانجا ناپدید شود و این عمل با ایجاد نقبی که یک سر آن در مرکز صحنه و سر دیگر آن به بیرون از تکیه - تماشاخانه راه دارد امکان پذیر می گردد. منجنیقهای آورد و برد فرشتگان و جبرییل نیز گامی آهسته به سوی پدید آوردن ماشینهای صحنه‌ای و افزودن بر جذابیتهای اجرا است. تکیه‌ها به شیوه سنتی اداره می‌شدند و مدیریت تکیه نیز از اصولی روشن تکامل یافته و قانونمند پیروی میکرد بانیان تکایا از طریق ساختن تکیه‌ها و وقف آنها به سرعت از خود سلب مالکیت می‌کردند و بنابر این ساختن تکیه به دست آنان بود اما خراب کردن آن یا تبدیل کردنش به محلی برای استفاده ای دیگر در دست آنان نبود. 

## تکیه‌های معروف
- تکیه بزرگ تجریش
- تکیه معاون الملک
- تکیه بیگلر بیگی